# الملك كالب
كلب أو كالب (؟-540): اسمه بالجعزي كلب إل إصبحه بن تزن ( KLB ’L ’ṢBḤ WLD TZN): وهو ملك أكسوم ، الذي حكم في النصف الأول من القرن السادس ، على الأرجح من 520 إلى 540م. تحت حكمه، كانت مملكة أكسوم في أوج قوتها، وحليفة مسيحية للإمبراطورية البيزنطية.
حوالي عام 523م، بناء على طلب الإمبراطور جستين الأول، ، قام بحملة في الدولة اليمنية للحميريين، الذي قام حاكمهم ذو نواس باضطهاد المسيحيين. وفي تلك الحملة، تم تحرير مدينة نجران أيضًا، وهو ما ورد ذكره في حياة المطران غريغنتيوس. وقد ذكر "شمعون الأرشامي" في رسالته أنه كان قد رافق "إبراهيم" والد "نونوسوس" الشهير في رسالة خاصة أمر بها القيصر "يوستينوس الثاني" إلى ملك الحيرة "المنذر الثالث". وكان ذلك في العشرين من كانون الثاني من سنة 835 من التاريخ السلوقي الموافق فبراير 523 للميلاد. فلما بلغا قصر الملك، سمعا بأخبار استشهاد نصارى نجران. وعلم به "شمعون" من كتاب وجهه ملك حمير إلى ملك الحيرة، يطلب منه أن يفعل بنصارى مملكته ما فعله هو بنصارى نجران. وقد قرئ الكتاب أمامه، فوقف على ما جاء فيه، وعلم به أيضًا من رسول أرسله في الحال إلى نجران ليأتيه بالخبر اليقين عن هذه الأعمال المحزنة التي حلت بالمؤمنين. وقد وجه شمعون في نهاية الرسالة نداء إلى الأساقفة خاصة أساقفة الروم ليعلمهم بهذه الفاجعة التي نزلت بإخوانهم في الدين، وإلى بطريق الإسكندرية ليتوسط لدى نجاشي الحبشة في مساعدة نصارى اليمن.
وفي المرويات اليونانية لما قام الملك ذو نواس (dunaas) ملك حمير، بتعذيب نصارى نجران، فغزاه الملك النجاشي إل إصبحه (Elesbas/'Eλeoßás ). فلما دخلت جيوشه أرض حمير، فر (dunaas) إلى الجبال فتحصن فيها، حتى إذا سنحت له الفرصة خرج فقتل من بقي من جيش النجاشي في اليمن، واحتل مدينة نجران، فقام عندئذ elesbas بحملة ثانية فانتصر بها على "dunaas".
وذكر المؤرخ (بروكوبيوس القيسراني) أن من تبقى من جنود الحبشة في أرض حمير ثاروا على الملك سميفع أشوع التابع للنجاشي، وحصروه في قلعة، وعينوا مكانه عبدًا نصرانيًا اسمه أبرهة كان مملوكًا في مدينة عدوليس لتاجر يوناني. فغضب النجاشي وأرسل قوة قوامها ثلاثة آلاف رجل لتأديبه وتأديب من انضم إليه. فلما وصلت قواته إلى اليمن، التحقت بالثوار، وقتلت قائدها وهو من ذوي قرابة النجاشي، فغضب آل أصبحة عندئذ غضبًا شديدًا، وسير إليه قوة جديدة لم تتمكن من الوقوف أمام أتباع أبرهة، فانهزمت ولم يفكر النجاشي بعد هذه الهزيمة في إرسال قوة أخرى. فلما مات، صالح أبرهة خليفته على دفع جزية سنوية، على أن يعترف به نائبًا عن الملك على اليمن، فعين نائبًا عنه.

## مقالات ذات صلة
- الملك اوزباس
- أوساس